# NGC 2795
NGC 2795 este o galaxie eliptică situată în constelația Racul. A fost descoperită în 21 decembrie 1863 de către Albert Marth. Se află la o distanță de 121,45 de megaparseci de Pământ.